# Гарнетт, Дейвид
Де́йвид Га́рнетт (Гарнет) (англ. David Garnett; 9 марта 1892 — 17 февраля 1981) — английский писатель и издатель.

## Биография
Гарнетт родился в Брайтоне. Он происходил из английской писательской династии Гарнеттов: его отец Эдвард был писателем и редактором, дед Ричард — писателем и библиотекарем, мать Констанс — переводчицей русской литературы.
Будучи антимилитаристом, Гарнетт не принимал участия в Первой мировой войне. Во время войны он работал на плодовых фермах. Он стал участником литературного объединения «Блумсбери», куда входили также Вирджиния Вулф, Артур Уэйли, Литтон Стрейчи и другие известные писатели. Известность пришла к нему после выхода романа «Женщина-лисица» («Lady Into Fox»), который в 1922 году получил премию Джеймса Тейта Блэка. Гарнетт и Фрэнсис Биррелл владели книжным магазином возле Британского музея. Совместно с поэтом Фрэнсисом Мейнеллом он основал издательство Nonesuch Press. По его роману «Аспекты любви» («Aspects of Love») Эндрю Ллойд Уэббер в 1989 году написал мюзикл.
Гарнетт был дважды женат — на художнице Рэйчел Маршалл и на Анжелике Грант, дочери его друзей Ванессы Белл и Дункана Гранта. Он присутствовал при рождении Анжелики и женился на ней через двадцать лет. От двух браков у Гарнетта было шестеро детей. 
После расставания с Анжеликой Гарнетт переехал во Францию и жил в Шато де Шарри, где продолжил писать вплоть до своей кончины в 1981 году.

## Творчество
Романам Гарнетта свойственны мягкий юмор, парадоксальность, описание фантастических ситуаций. Некоторые вещи похожи на сказки. Так, в «Женщине-лисице» рассказывается о внезапном превращении молодой замужней женщины в лисицу, о том, как её муж пытался ухаживать за ней и наблюдал, как в его жене остается все меньше человеческого. Роман «Человек в зоологическом саду» повествует о юноше, после ссоры с любимой девушкой продавшем себя в зоопарк, чтобы его показывали народу. Перу Гарнетта принадлежат более 40 книг.

## Переводы
- Женщина-лисица. Человек в зоологическом саду / пер. И. Гербах, М. Любимова. М.: Б.С.Г.-Пресс, 2004. 256 с. (Серия: Post Factum). ISBN 5-93381-136-X
  - Женщина-лисица / пер. И. Гербач. Л.: Изд. А. Ф. Маркс, 1924.
  - Человек в зоологическом саду / пер. М. М. Любимова; предисл. Мих. Левидова, М.: Соврем. проблемы, 1925.
- Возвращение моряка / пер. Л. Л. Слонимской. Л.: Изд-во «Петроград», 1926.
  - Черная жена / пер. Н. Губинского, Н. Ковальской. Л.: Всемирная литература, Гиз, 1927. (Другой перевод «Возвращения моряка»).
- Медведь полковника Бича // Английская новелла XX века: [Сборник] / пер. с англ.; сост. и авт. вступ. ст. В. А. Скороденко. М.: Художественная литература, 1981.